# Emberiza melanocephala
Lo zigolo capinero o zigolo testanera (Emberiza melanocephala Scopoli, 1769) è un uccello passeriforme appartenente alla famiglia Emberizidae, diffuso in Europa, Asia e Africa.

## Descrizione
Tra gli zigoli europei è uno dei più grandi, con una lunghezza media di 17 cm, e quasi 28 g di peso. Ha la testa di colore nero, il groppone castano intenso, ali e coda neri, con il resto del corpo giallo. La femmina ha i colori meno intensi, con testa e groppone che danno sul grigio.

## Biologia

### Comportamento
Vive in gruppi di circa una decina di esemplari.

### Alimentazione
Si ciba di semi ed invertebrati, cercandoli per terra o sui cespugli.

### Riproduzione
In Italia nidifica tra maggio e giugno.

## Distribuzione e habitat
In Italia sono presenti poche coppie nidificanti, soprattutto nel Gargano e nell'Appennino meridionale, mentre nel resto del mondo lo si può trovare in Europa sud-orientale, Nordafrica, ed Asia sud-occidentale.
Il suo habitat sono le zone coltivate di collina, vigneti, oliveti, frutteti, e aree a seminativi vari.

## Tassonomia
Alcuni autori considerano lo zigolo testa aranciata (Emberiza bruniceps Brandt, 1841) una sottospecie dello zigolo capinero (Emberiza melanocephala).

## Conservazione

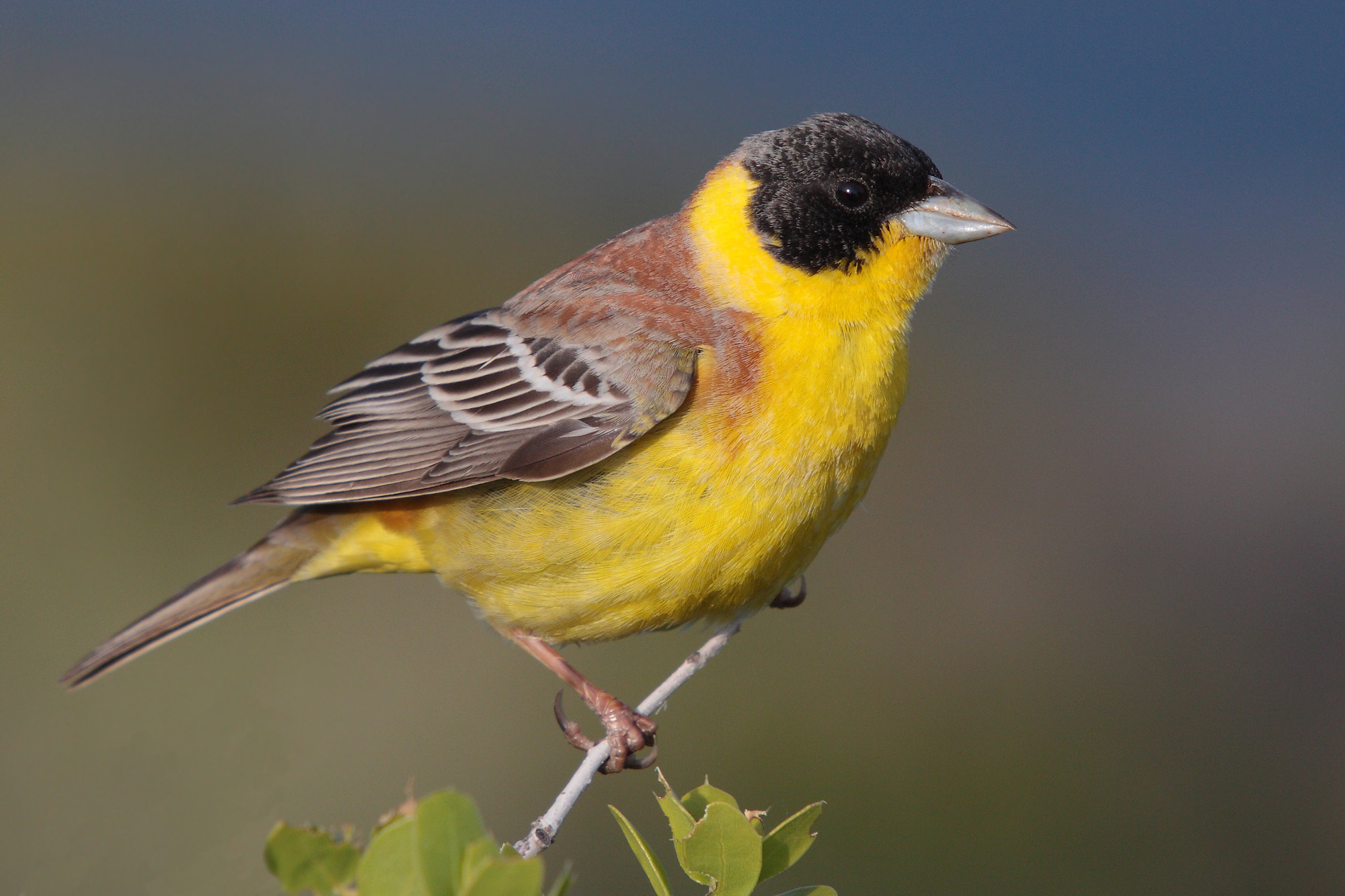
Un esemplare maschio sull'isola di Lesbo, in Grecia

Risente dell'uccellagione.

## Rapporti con l'uomo
Può essere allevato e riprodotto con successo dall'uomo.